# Ionuț-Elie Zisu
Ionuț-Elie Zisu (n. 20 iulie 1964

) este un senator român, ales în 2012. 